# Георг Флегель
Георг (Ґеорґ) Флегель (нім. Georg Flegel, 1566, Оломоуц, Моравія — 23 березня 1638, Франкфурт-на-Майні, Священна Римська імперія) — німецький художник, засновник німецької школи натюрморта, один із найвидатніших європейських майстрів цього жанру на початку XVII століття. Геогр Флегель також відомий як майстер ботанічних ілюстрацій написаних аквареллю.

## Життєпис
Георг Флегель народився 1566 року в місті Оломоуц, колишній столиці Моравського маркграфства, територія Габсбурзької монархії чеського Богемського князівства XVI століття, імовірно в родині шевця. 
Приблизно 1580 року Геогр Флегель переїхав до Відня, а трохи згодом до міста Лінц. Там він навчався і працював помічником у майстерні фламандського живописця Лукаса ван Фалькенборха. Молодий художник отримав завдання домальовувати фрукти, овочі та квіти на великоформатних полотнах, що зображали корпоративні заходи. 
Відомо, що у 1592–1593 роках Георг Флегель разом з дружиною Бриґіттою, перебрався до німецького міста Франкфурт, бо Лукас ван Фалькенборг після завершення роботи в Матвія Габсбурга вирішив переїхати до свого брата. 
За сприяння Лукаса ван Фалькенборга 28 квітня 1597 року Георг Флегель став громадянином міста Франкфурт і відкрив власну майстерню. З 1600 року художник почав писати свої перші натюрморти, беручи за натуру предмети, які раніше вважалися лише фоном картин. 
23 березня 1638 року Геогр Флегель помер у Франкфурті. Георг Флегель був батьком сімох дітей.

## Творчість
Георг Флегель створив понад 110 картин, переважно натюрмортів. Відомо, що його учнями були два сина — Фрідріх (1596/1597—1616) та Якоб (можливо Леонгард, 1602—1623), а також Якоб Маррел, відомий німецький художник, який працював у місті Утрехт. Вивчення полотен Георга Флегеля вплинуло й на творчість художника Себастьяна Штоскопфа.
Крім натюрмортів, Георг Флегель захоплювався квітковими композиціями, використовував мотиви рослин, фруктів і комах. Деякі картини виглядають як точні їх копії та схожі на записи в каталогах з метою документації. Сюди входять численні тюльпанові зображення, а також лілії, нарциси, гвоздики й інші. 

## Вшанування пам′яті
- На честь Георга Флегеля 2009 року компанія Deutsche Post випустила поштову марку з серії «Німецький живопис» номіналом 45 центів[9].

## Список вибраних творів
- Персики (музей у Дармштадті, Німеччина)
- Десерт (Стара пінакотека, Мюнхен)
- Натюрморт із букетом квітів і післяобіднім чаєм (Ермітаж, Санкт-Петербург)
- Натюрморт з хлібом і цукерками (Штедель, Франкфурті-на-Майні)
- Натюрморт з фруктами та квітами (приблизно 1610, Національна галерея, Прага)
- Натюрморт з фруктами та випічкою (Німецький національний музей, Нюрнберг)
- Натюрморт з папугою (Стара пінакотека, Мюнхен)
- Натюрморт з карликовим папугою ()
- Натюрморт з рибою (1637, Лувр, Париж)
- Натюрморт з рибою та жуком (1635, Музей Вальрафа-Ріхарца, Кельн)
- Натюрморт зі свічкою (1636, Музей Вальрафа-Ріхарца, Кельн)
- Комора з різними предметами та фруктами (приблизно 1610, Прага, Національна галерея)
- Натюрморт з гвоздиками (1630—1635, Прага, Національна галерея)
- Два тюльпани (1627—1630)
- Тюльпан і білий мак (1627—1630)
- Два півники, два жуки й муха (1627—1630)

## Галерея
Полотна Георга Флегеля виставлені в музеях Дармштадта, Карлсруе, Касселя, Кельна, Монако, Мюнстера, Мюнхена, Нью-Йорка, Парижа, Праги,Санкт-Петербурга, Франкфурта-на-Майні, Штуттгарта. 

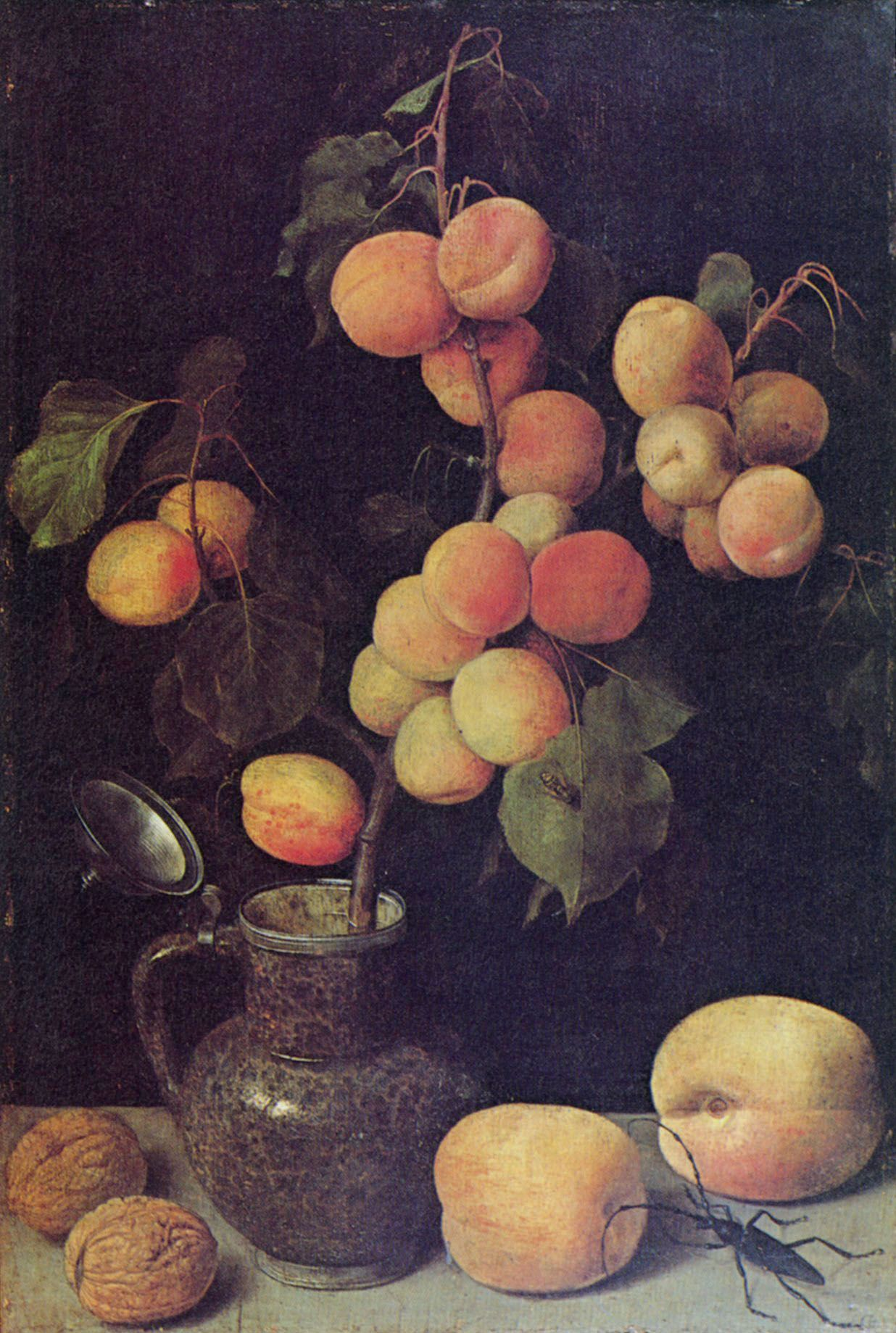
Гілка абрикоса (Дармштадт)
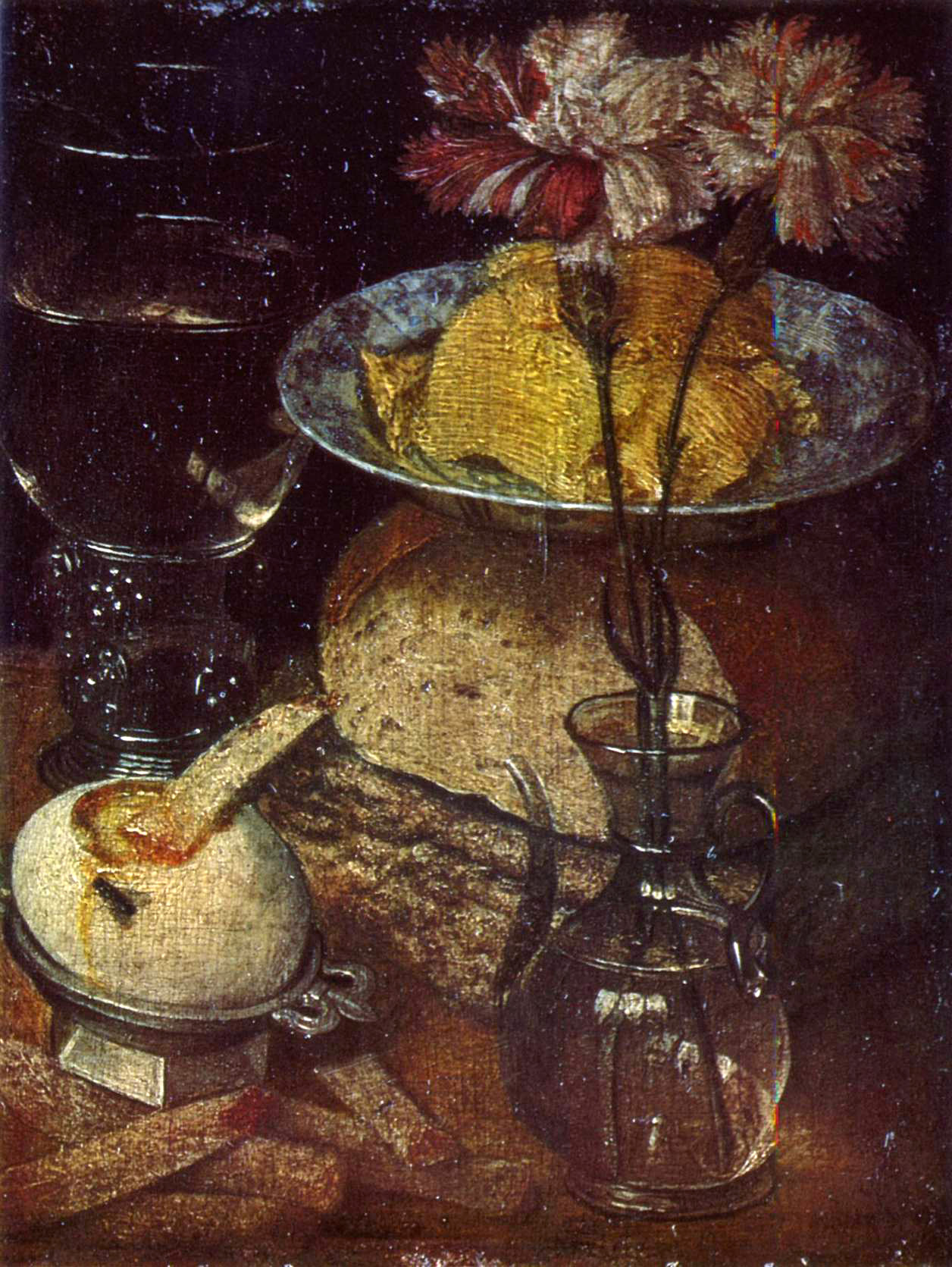
Натюрморт з гвоздикою (Прага)
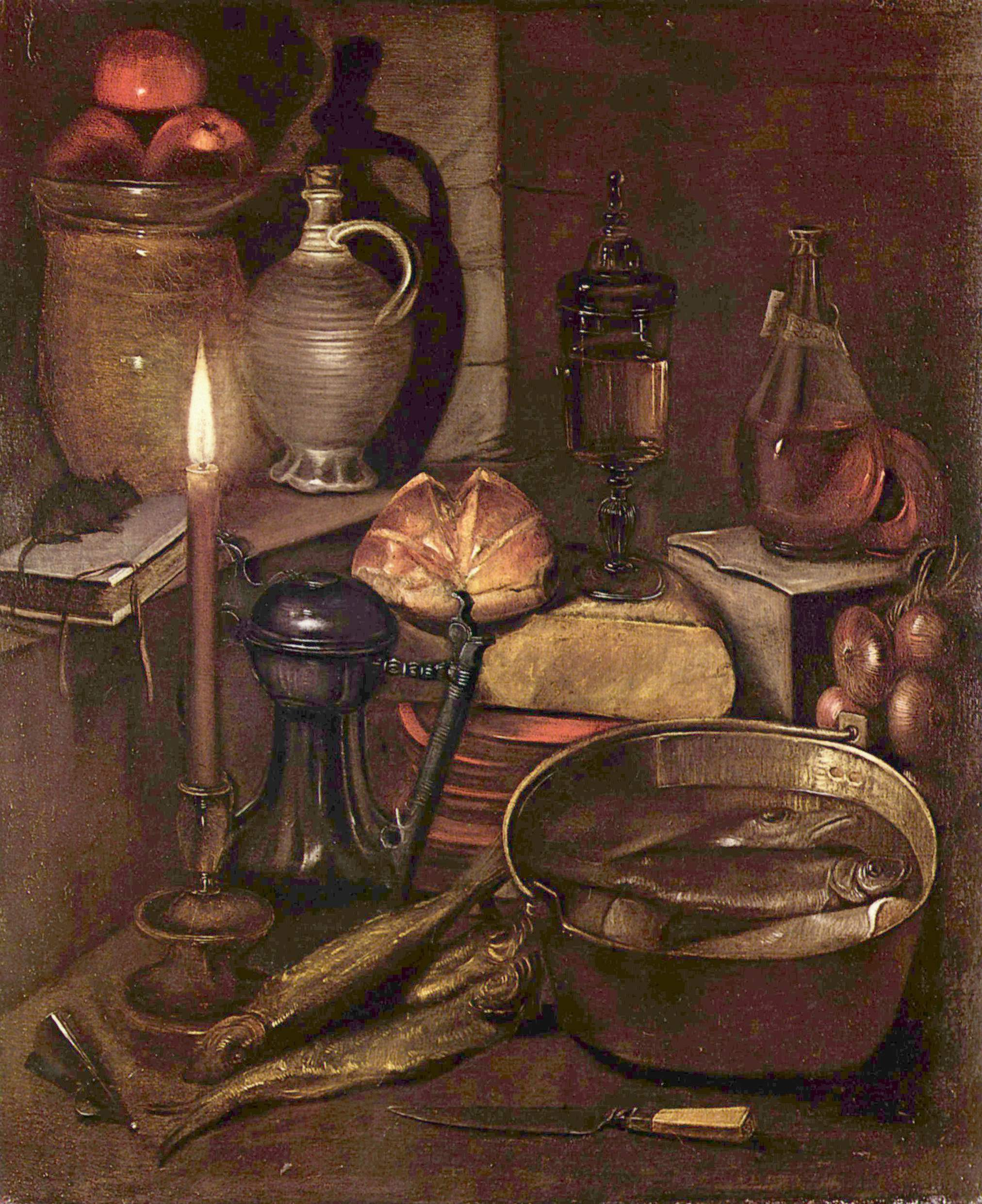
Натюрморт зі свічкою (Карлсруе)
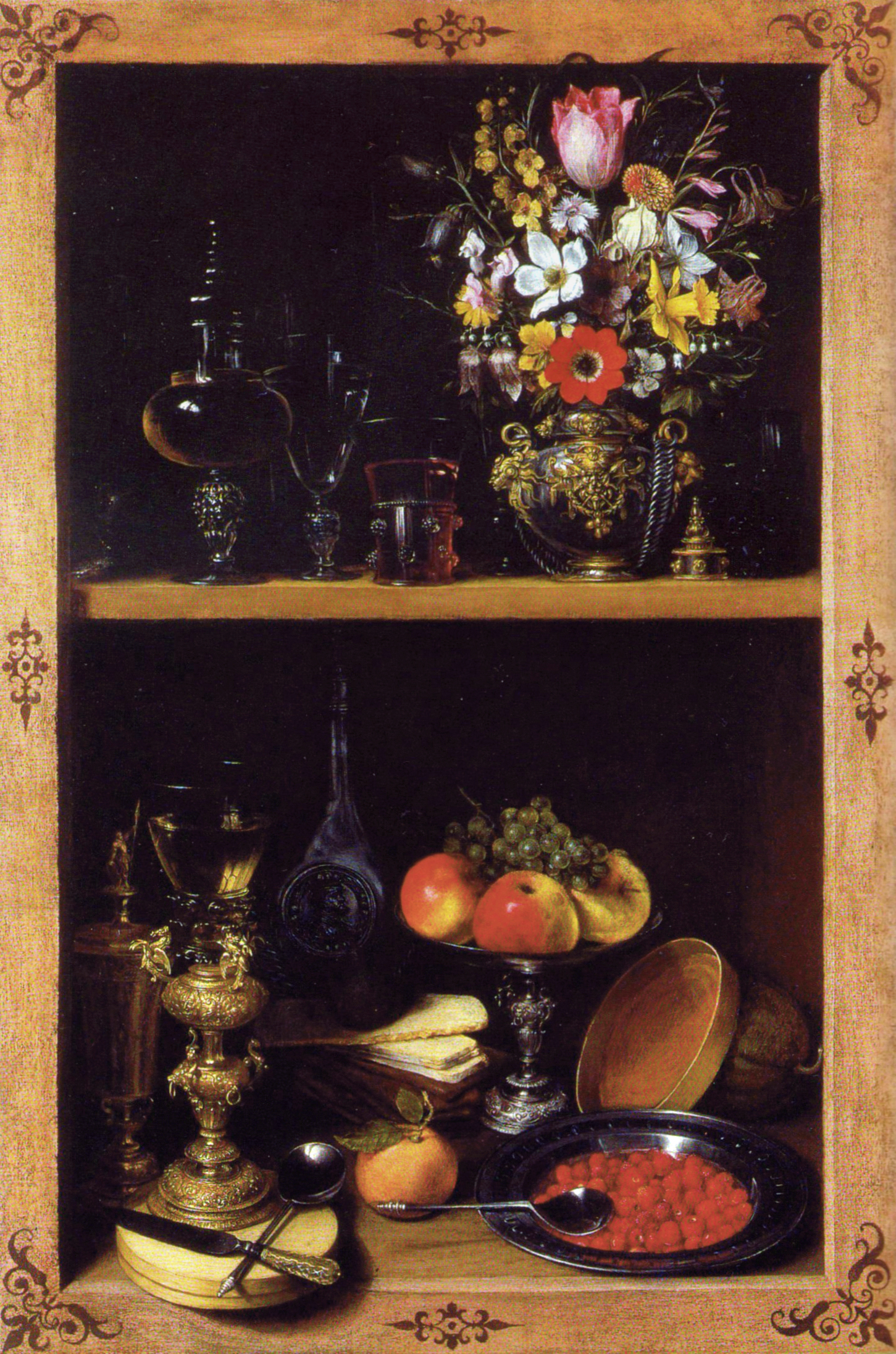
Натюрморт з кубком (Прага)
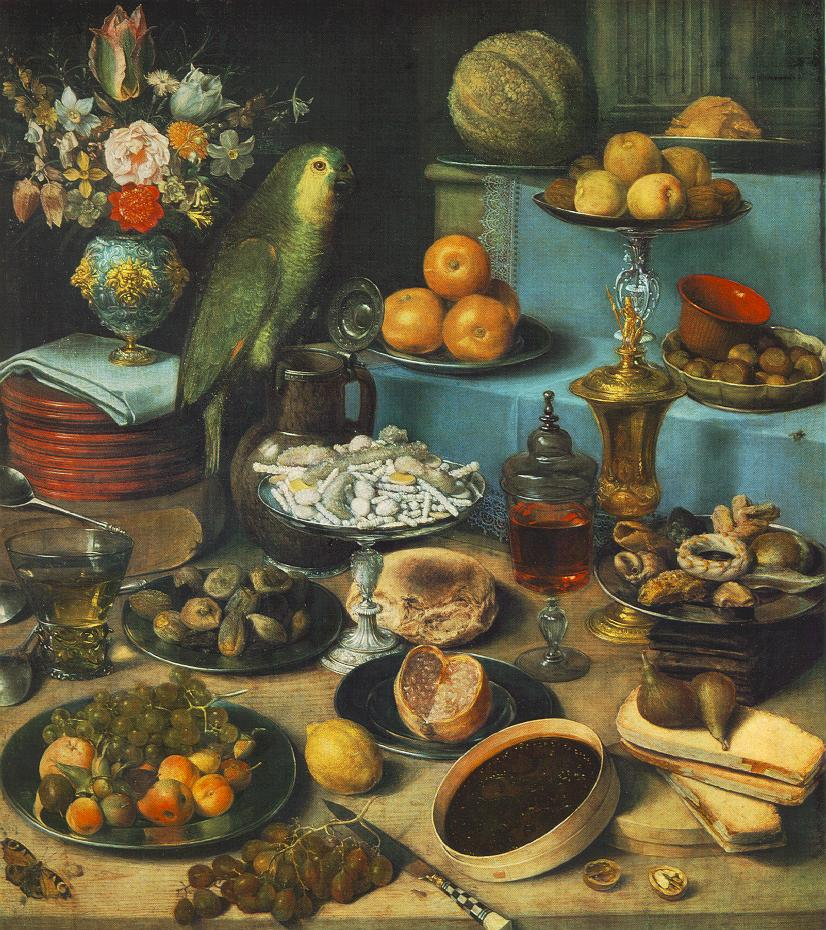
Натюрморт з папугою (Мюнхен, Стара Пінакотека)
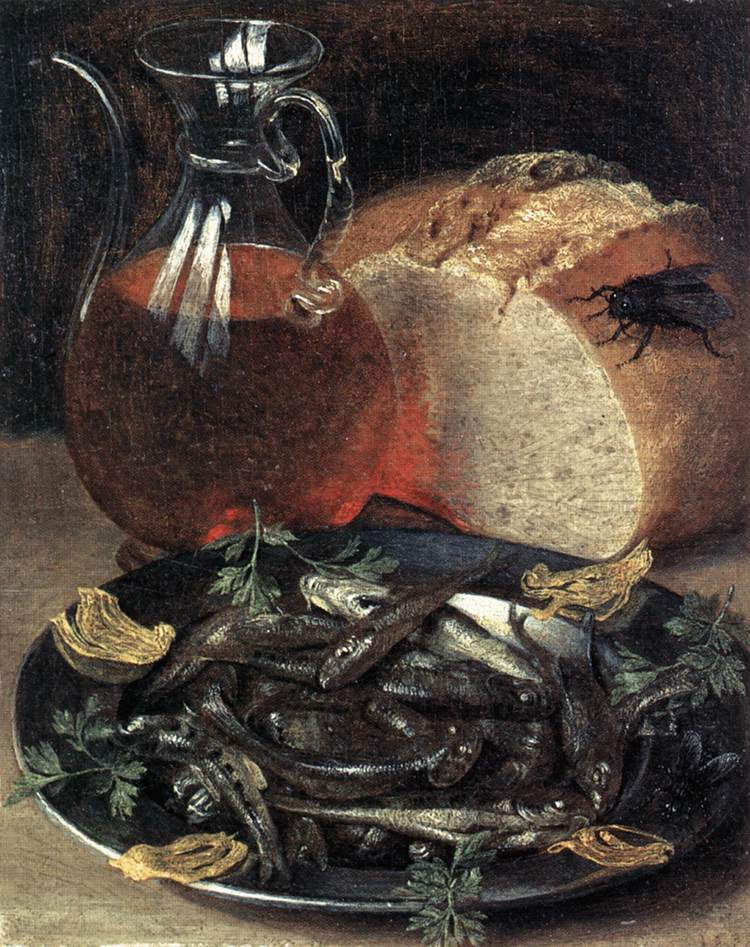
Натюрморт з рибою (Париж, Лувр)
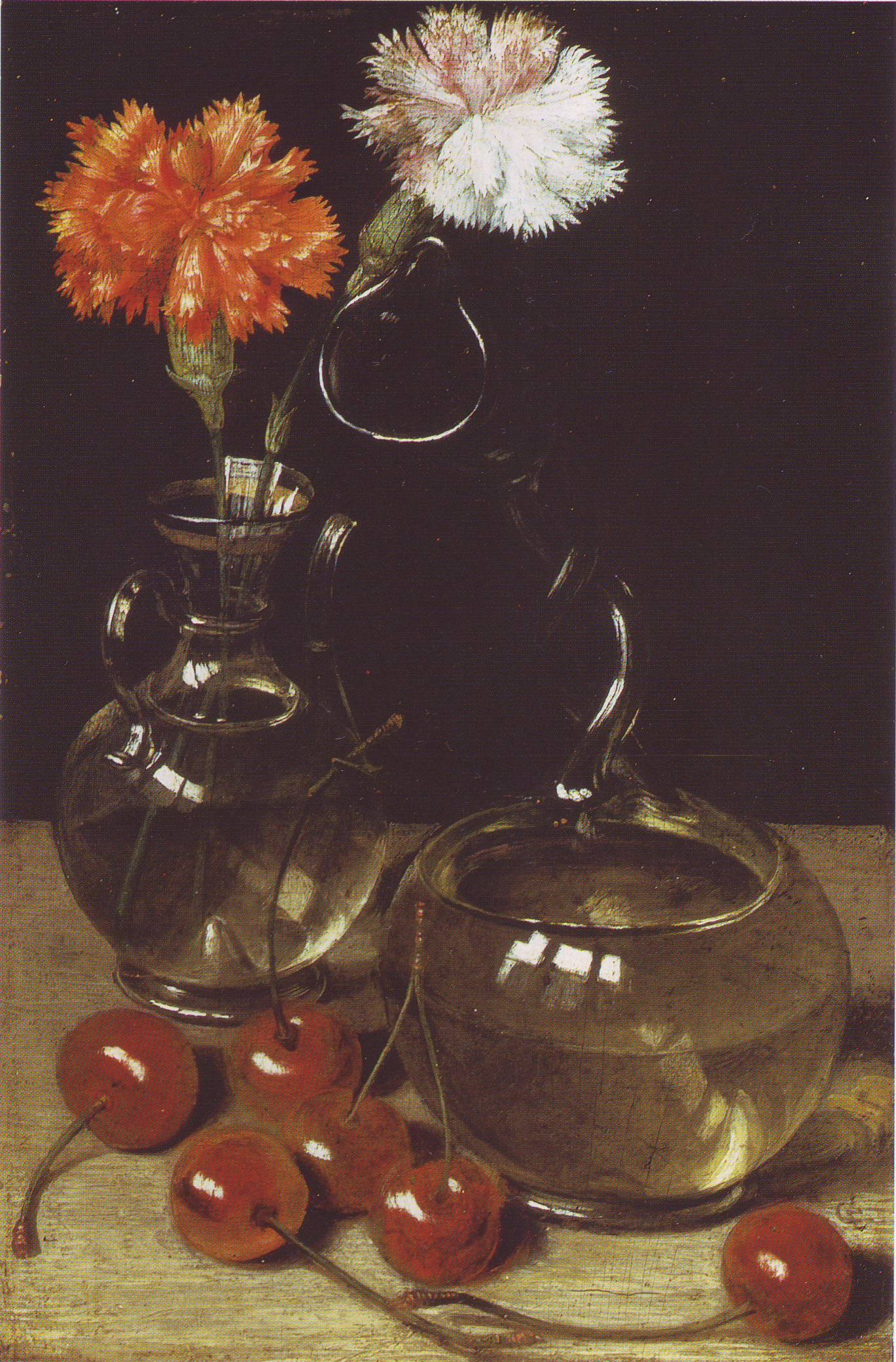
Натюрморт з вазою і вишнями (Приватна колекція)
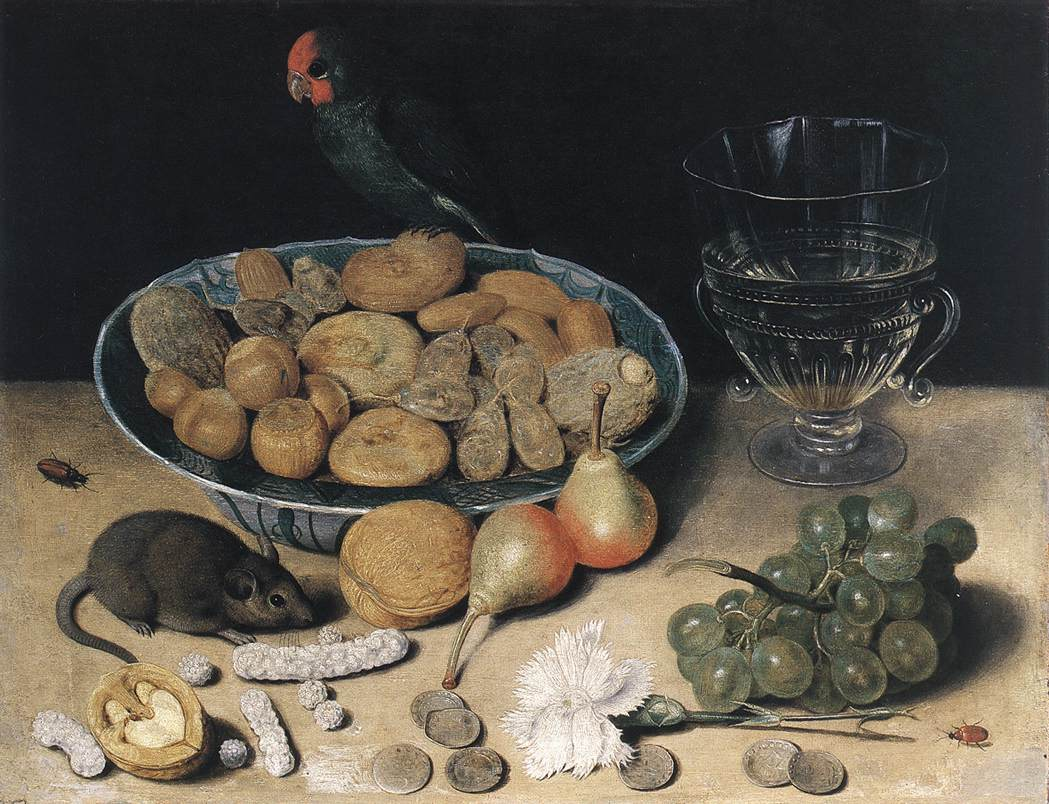
Натюрморт з десертом
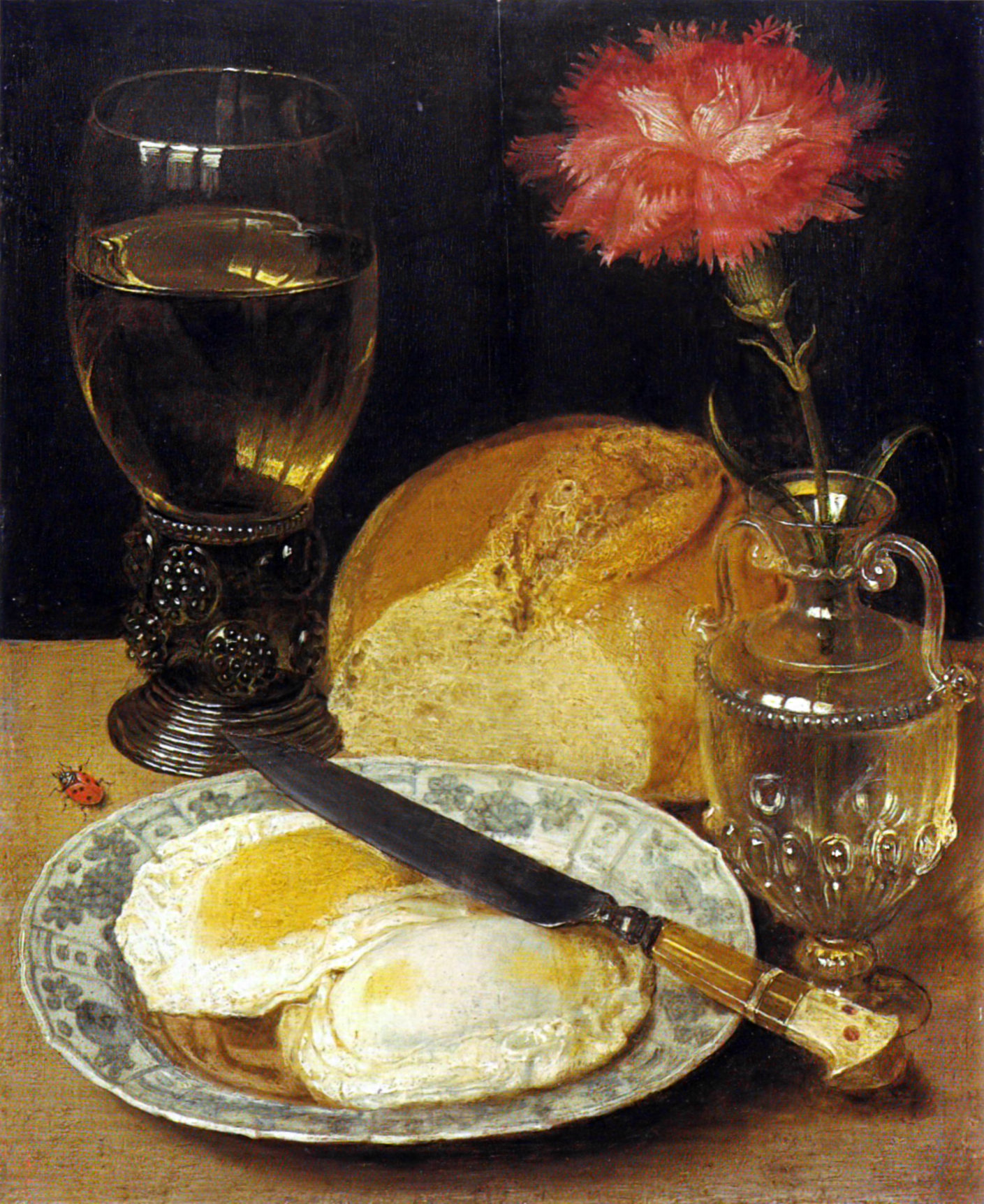
Натюрморт з яєчнею (Ашаффенбург)
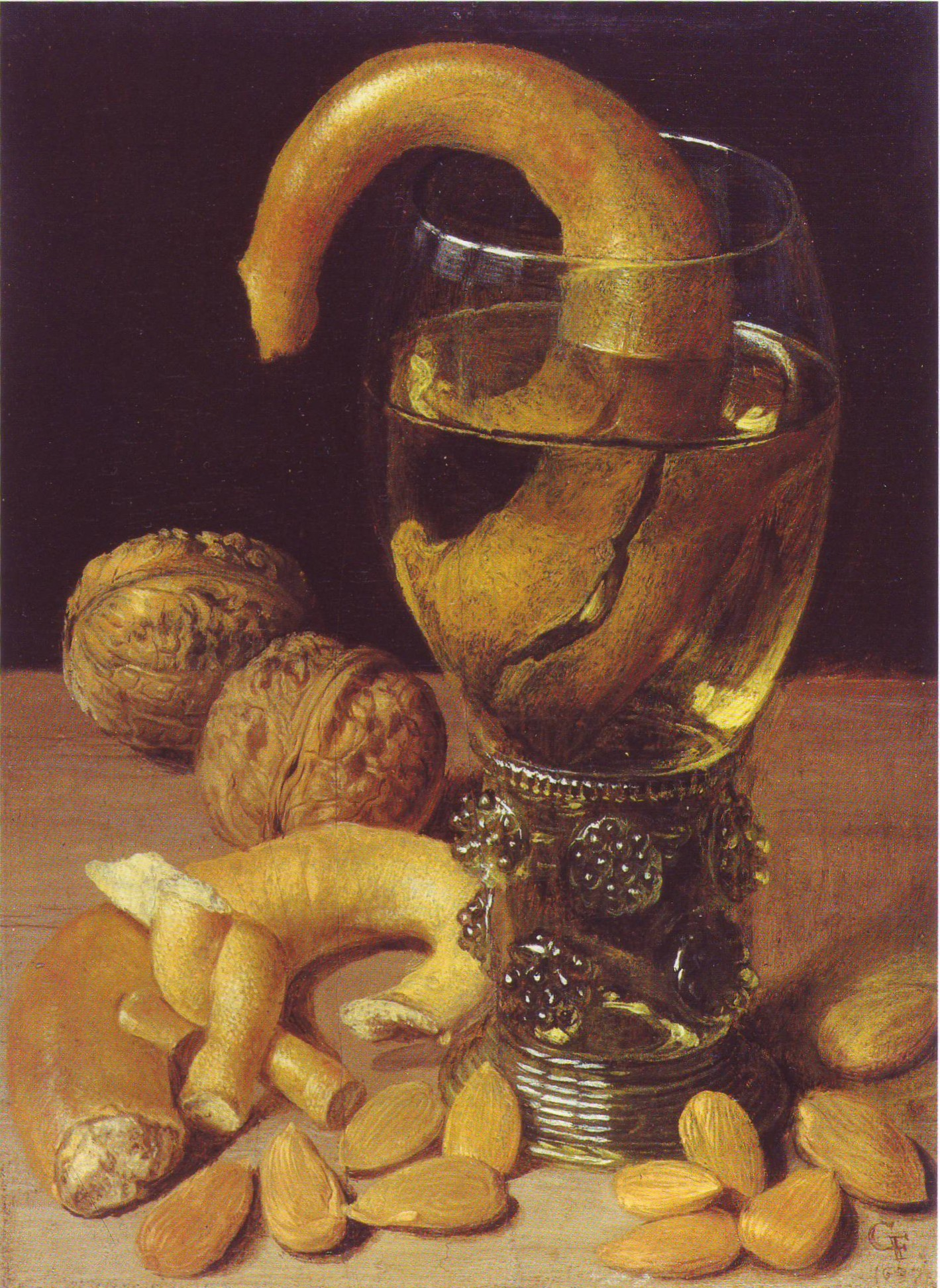
Натюрморт з келихом, кренделем та мигдалем (Мюнстер)
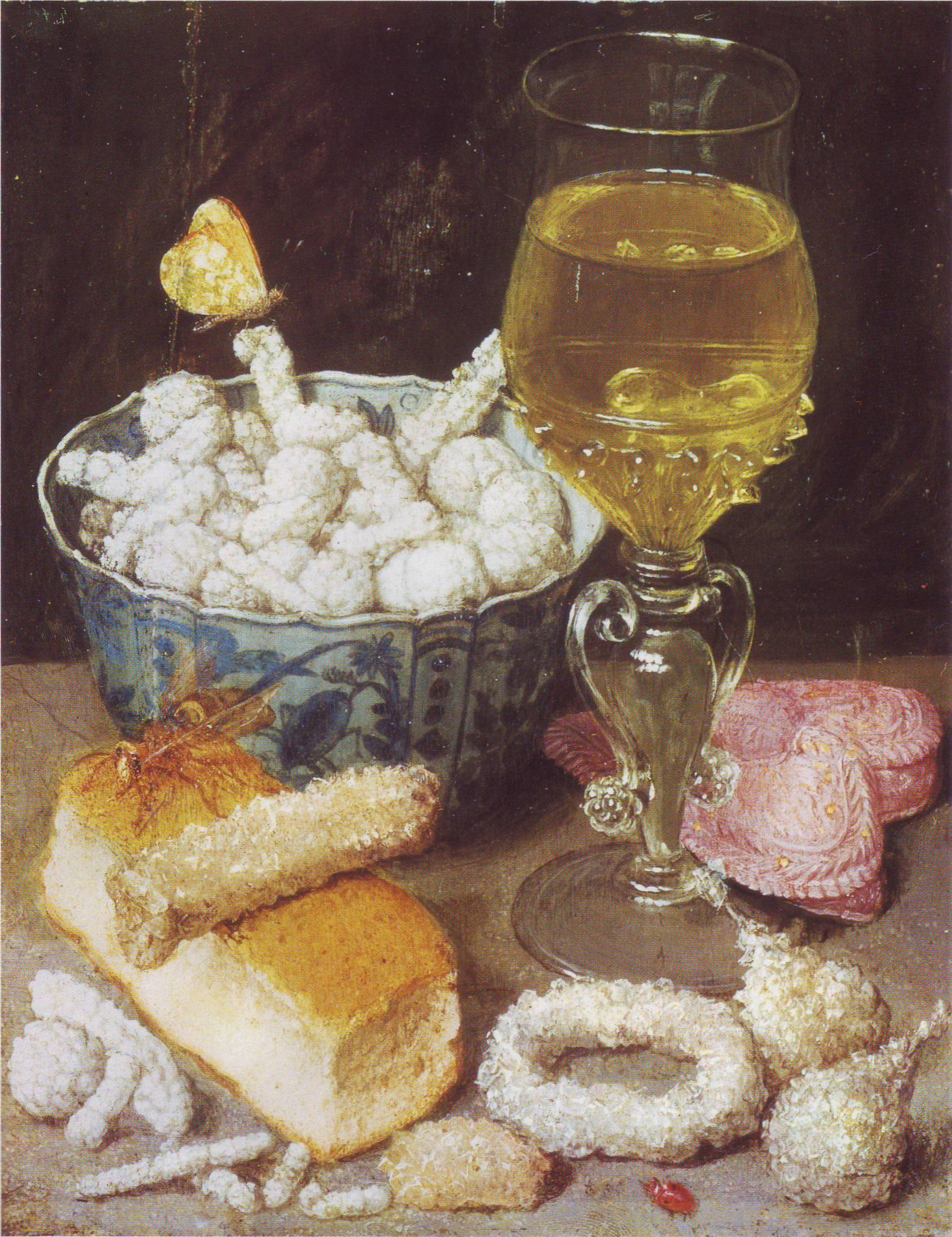
Натюрморт з хлібом і цукатами (Франкфурт-на-Майні)
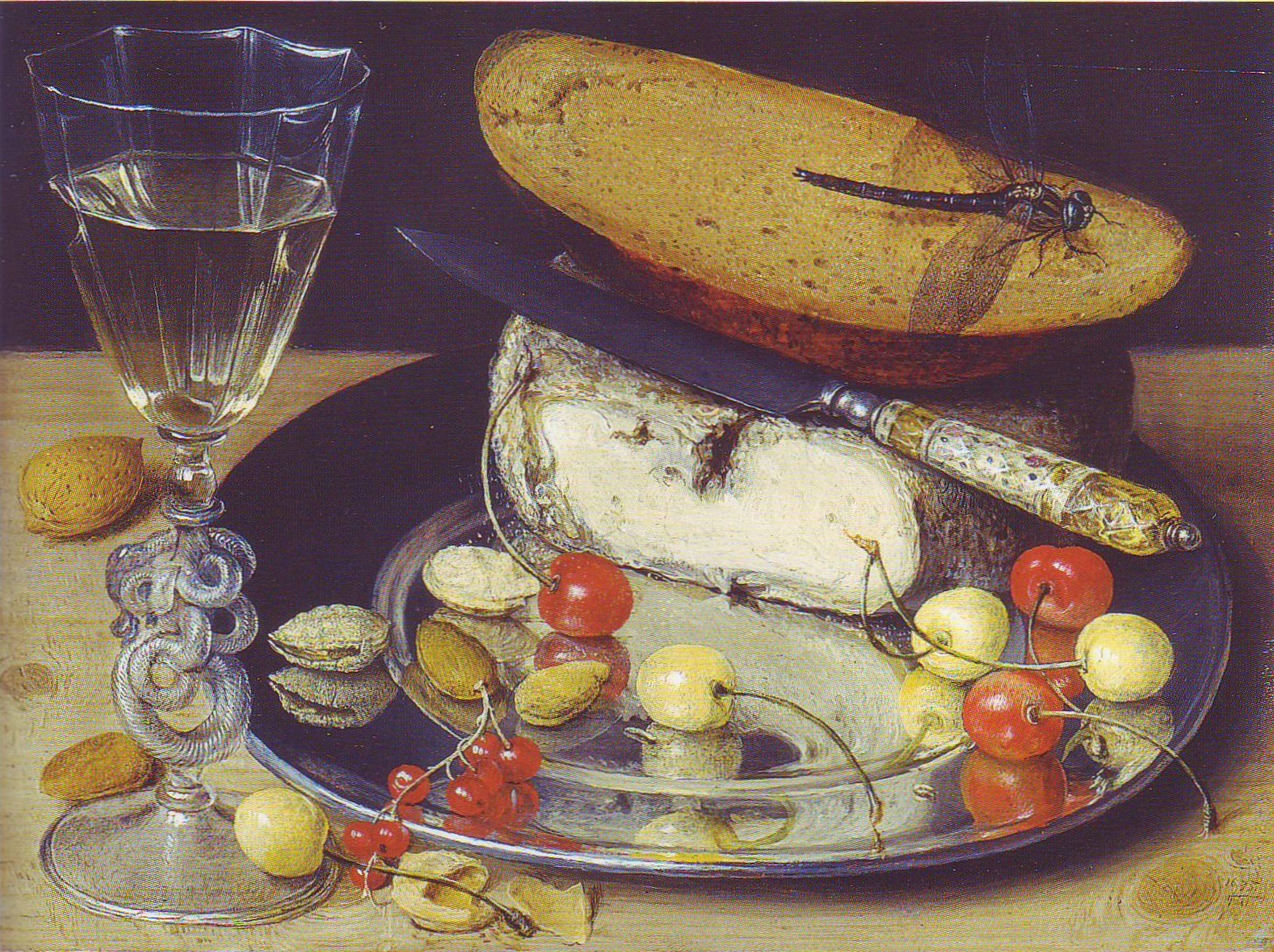
Натюрморт з сиром і черешнями (Штуттгарт)